# Parafia Matki Bożej Nieustającej Pomocy w Błażkowej
Parafia Matki Bożej Nieustającej Pomocy w Błażkowej – parafia rzymskokatolicka znajdująca się w diecezji rzeszowskiej w dekanacie Brzostek.